# Clinopodes skopljensis
Clinopodes skopljensis är en mångfotingart som först beskrevs av Karl Wilhelm Verhoeff 1938.  Clinopodes skopljensis ingår i släktet Clinopodes och familjen storjordkrypare.
Artens utbredningsområde är Makedonien. Inga underarter finns listade i Catalogue of Life.